# Heteronebo vachoni
Espèce
Synonymes
- Heteronebo muchmorei Francke & Sissom, 1980

Heteronebo vachoni est une espèce de scorpions de la famille des Diplocentridae.

## Distribution
Cette espèce est endémique de Sainte-Croix aux îles Vierges des États-Unis.

## Description
Le mâle holotype mesure 24,95 mm et la femelle paratype 24,45 mm.

## Systématique et taxinomie
Heteronebo muchmorei a été placée en synonymie par Francke en 1986.

## Étymologie
Cette espèce est nommée en l'honneur de Max Vachon.

## Publication originale
- Francke, 1978 : Systematic revision of diplocentrid scorpions (Diplocentridae) from circum-Caribbean lands. Texas Tech University Museum Special Publications, no 14, p. 1-92 (texte intégral).